# 米夏埃尔·格赖斯
米夏埃尔·格赖斯（德語：Michael Greis，1976年8月18日—），德国男子冬季两项运动员。他曾代表德国参加2002年、2006年和2010年冬季奥林匹克运动会冬季两项比赛，获得三枚金牌。